# Urbinaga
Urbinaga è una stazione della linea 2 della metropolitana di Bilbao.
Si trova nei pressi di Maestro Jose Kalea, nel quartiere Simondrogas comune di Sestao.

## Storia
La stazione è stata inaugurata il 13 aprile 2002 con l'apertura del primo tratto della linea 2.
È stata capolinea della linea 2 fino all'8 gennaio 2005 quando questa è stata prolungata fino a Portugalete.